# 완도 읍리 지석묘
완도 읍리 지석묘(莞島 邑里 支石墓)는 대한민국 전라남도 완도군 청산면 읍리에 있는 고인돌이다. 1984년 2월 29일 전라남도의 문화재자료 제116호로 지정되었다.

## 개요
지석묘는 청동기시대의 대표적인 무덤으로 고인돌이라고도 부르며, 주로 경제력이 있거나 정치권력을 가진 지배층의 무덤으로 알려져 있다.
우리나라의 고인돌은 4개의 받침돌을 세워 돌방을 만들고 그 위에 거대하고 평평한 덮개돌을 올려 놓은 탁자식과, 땅속에 돌방을 만들고 작은 받침돌을 세운 뒤 그 위에 덮개돌을 올린 바둑판식으로 구분된다.
전라남도 지방은 전국에서 고인돌이 가장 많이 분포하는 지역으로 지금까지 발견된 것만 해도 약 2만여 기가 넘는다. 완도군에도 많은 고인돌이 분포하고 있는데 청산도에는 23기가 2개의 무리를 지어 분포하고 있다.
읍리고인돌은 읍리 마을 동쪽 도로변에 남방식 고인돌 16기가 있는데, 20여 년전 도로공사 때 흐트러져 현재는 16기 중 3기만이 원형을 유지하고 있다. 1호는 4장의 받침돌이 덮개돌의 무게를 견디지 못해 약간 기울어진 상태이고, 2호는 덮개돌과 받침돌 사이에 높이를 맞추기 위해 작은 돌을 끼워 넣었다. 3호는 덮개돌의 표면이 다른 것들과 달리 매끄럽게 다듬어져 있다.

## 참고 자료
- 완도 읍리 지석묘 - 국가유산청 국가유산포털